# モスクワ三国外相会議

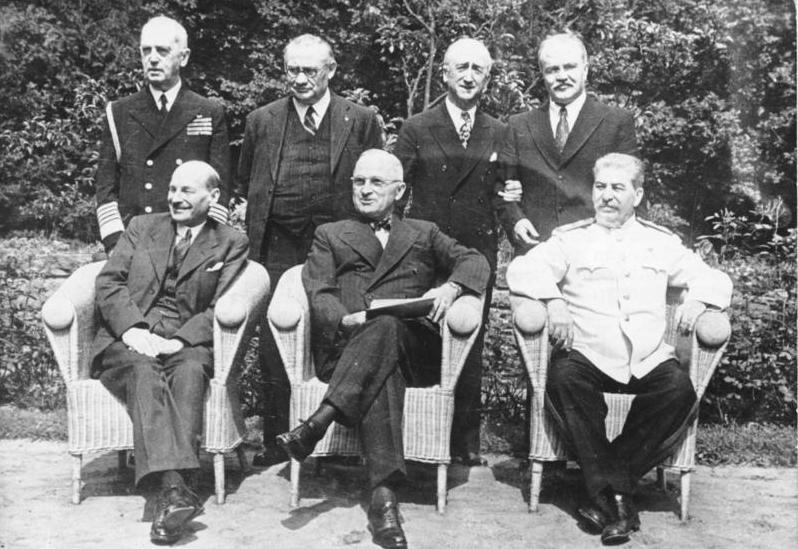
以前にポツダムで一堂に会した会議参加者。後列左2番目から
アーネスト・ベヴィン外相、
ジェームズ・F・バーンズ国務長官、
ヴャチェスラフ・モロトフ外相
前列は左から
クレメント・アトリー首相、
ハリー・S・トルーマン大統領、
ヨシフ・スターリン書記長、
後列左端はウィリアム・リーヒ海軍元帥
（1945年7月）

モスクワ三国外相会議（モスクワさんごくがいしょうかいぎ、英：Moscow Conference of Foreign Ministers）は、第二次世界大戦終結後の1945年12月に、連合国側のアメリカ国務長官ジェームズ・F・バーンズ、イギリス外務大臣アーネスト・ベヴィン、ソ連外務大臣ヴャチェスラフ・モロトフの臨席でモスクワで開催された外相理事会の外相会合。別名、外相臨時会合（Interim Meeting of Foreign Ministers）。

## 概要
各地域の戦後処理、特に極東における占領政策、平和の確立などについて討議された。会議は12月17日に以下の内容を含む声明を出し、それぞれの外相によって署名された。
- イタリア、ルーマニア、ブルガリア、ハンガリー、およびフィンランドとの平和条約の準備
- 日本における極東委員会の創設と、対日理事会設置
- アメリカとソ連による共同委員会（朝鮮語版）を設置し、朝鮮における単一の自由国家の成立を勧告すること
- 中国、ルーマニア、ブルガリアの領土的処遇について
- 原子力のコントロールに関する委員会を国連によって設立すること

とりわけ朝鮮については、地域内で既にアメリカ軍とソ連軍が対立していることから共同委員会自体の成立が懸念され、朝鮮の独立が為されるまでアメリカ・ソ連・イギリスに中国を加えた4か国による最長5年間の信託統治を要することが決められた。だが、このことが新聞を通じて朝鮮に歪曲した形で伝えられたため（該当記事参照）、朝鮮では民族主義者を中心とした深刻な信託統治反対運動が起き、これがその後の朝鮮半島分断の一要因につながった。